# Teracotona pruinosa
Teracotona pruinosa är en fjärilsart som beskrevs av De Joannis 1912. Teracotona pruinosa ingår i släktet Teracotona och familjen björnspinnare. Inga underarter finns listade i Catalogue of Life.